# Нокберге
Нокберге (нем. Nockberge) — национальный парк в Австрии, на территории земли Каринтия. Площадь парка — 184 км². Основан в 1987 году.
Национальный парк располагается в Ноккских горах, в Каринтии. На запад от Ноккских гор лежит Высокий Тауэрн, к северу — Нижний Тауэрн, Карнийские Альпы — к югу. Ноккские горы ниже всех своих соседей и существенно отличаются от них по геологическому строению — здесь нет крутых пиков, большинство вершин имеют округлую форму, а между холмами лежат обширные луга. Средняя часть парка — наиболее высокая зона с альпийскими лугами и пастбищами, по окраинам парка располагаются лесные массивы.
В парке обитает множество животных, включая редкие и вымирающие виды, строго охраняется флора альпийских лугов.